# Tréduder
Tréduder (bretonisch: Treduder) ist eine französische Gemeinde mit 201 Einwohnern (Stand 1. Januar 2022) im Département Côtes-d’Armor in der Region Bretagne. Sie gehört zum Arrondissement Lannion, zum Kanton Plestin-les-Grèves und ist Mitglied des 2015 gegründeten Gemeindeverbands Lannion-Trégor Communauté. Die Bewohner nennen sich Tréduderois(es).

## Geografie
Tréduder liegt rund zwölf Kilometer (Luftlinie) südwestlich der Kleinstadt Lannion im Norden der Bretagne am Ärmelkanal.   

## Bevölkerungsentwicklung
| Jahr                       | 1962 | 1968 | 1975 | 1982 | 1990 | 1999 | 2006 | 2012 |
| Einwohner                  | 220  | 212  | 155  | 156  | 157  | 163  | 187  | 199  |
| Quellen: Cassini und INSEE |      |      |      |      |      |      |      |      |

Die zunehmende Mechanisierung der Landwirtschaft und die zahlreichen Toten des Ersten Weltkriegs führten zu einem Absinken der Einwohnerzahlen bis auf die Tiefststände in neuerer Zeit. 

## Sehenswürdigkeiten
Siehe: Liste der Monuments historiques in Tréduder